# Quan hệ Trung Quốc – Nga

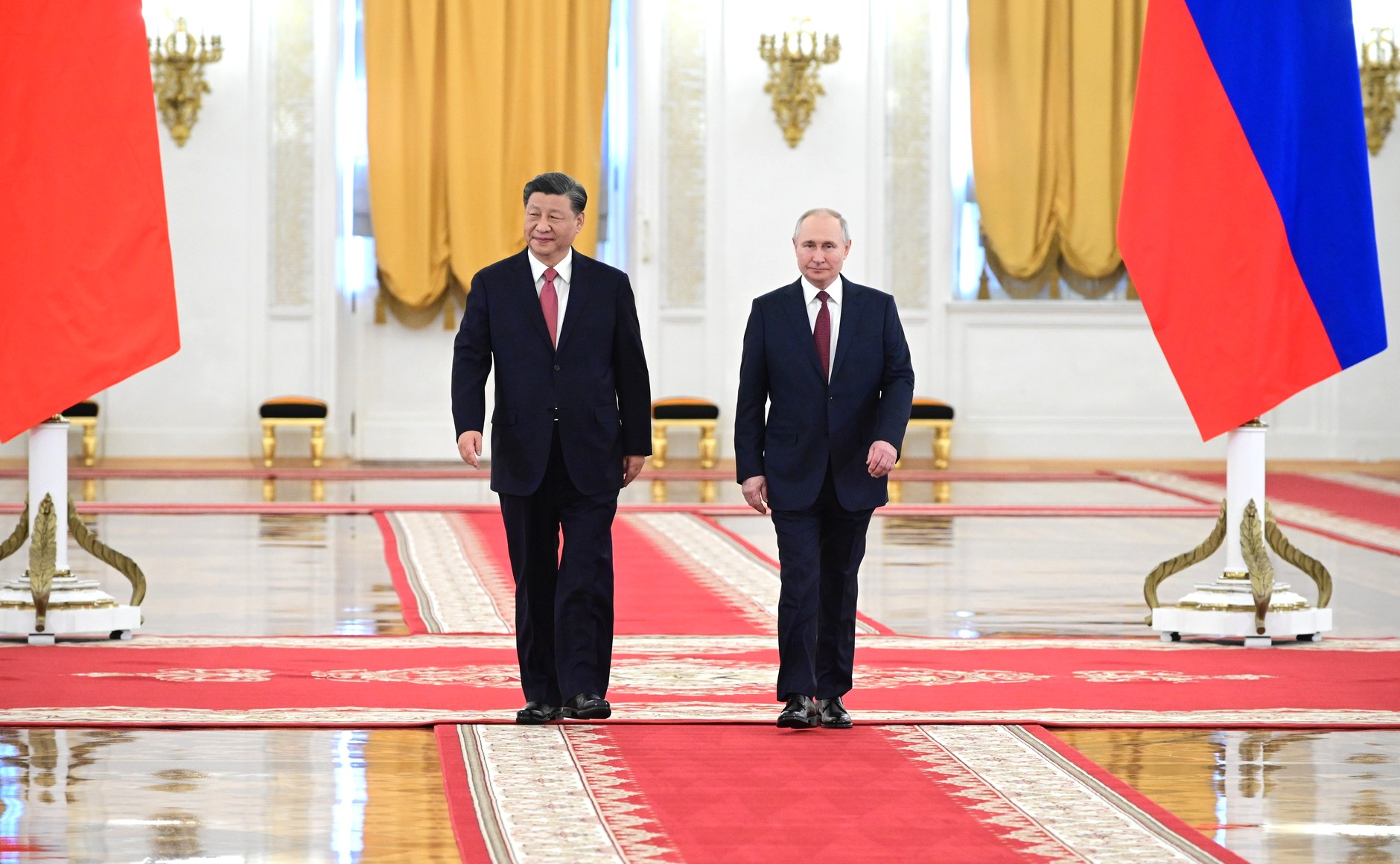
Chuyến thăm Nga của Tập Cận Bình 2023. Sau khi bị sa lầy và vắt kiệt vào cuộc chiến Ukraina, Nga đang ngày càng lệ thuộc vào Trung Quốc đầy toan tính

Quan hệ Nga - Trung Quốc (China–Russia relations) là quan hệ ngoại giao giữa Liên bang Nga và Cộng hòa Nhân dân Trung Hoa, mối quan hệ ngoại giao chính thức giữa Nga và Trung Quốc đã được thiết lập sau khi Liên Xô tan rã vào năm 1991. Trước chuyến thăm cấp nhà nước tới Moscow năm 2013 của lãnh đạo Trung Quốc Tập Cận Bình, Tổng thống Nga Vladimir Putin nhận xét rằng hai quốc gia đang xây dựng một mối quan hệ đặc biệt, theo đó, Trung Quốc và Nga có mối quan hệ hợp tác chặt chẽ về quân sự, kinh tế và chính trị, đồng thời hỗ trợ lẫn nhau trong nhiều vấn đề toàn cầu. Các mối quan hệ này tiếp tục trở nên sâu sắc hơn sau Xung đột Nga - Ukraine vào năm 2022, với việc Nga bị sa lầy kiệt quệ nên ngày càng trở nên phụ thuộc vào Trung Quốc kể từ khi bị ảnh hưởng và tiềm lực quốc gia Nga bị bào mòn từ việc hứng chịu các biện pháp trừng phạt quốc tế quy mô lớn. Xuất khẩu than của Nga chịu áp lực đặc biệt ở châu Âu do sự kết hợp giữa chuyển đổi năng lượng và các lệnh trừng phạt liên quan đến Ukraina, khiến Nga phải tăng gấp đôi lượng xuất khẩu than giá rẻ sang Trung Quốc và các nước châu Á khác..

## Mối quan hệ

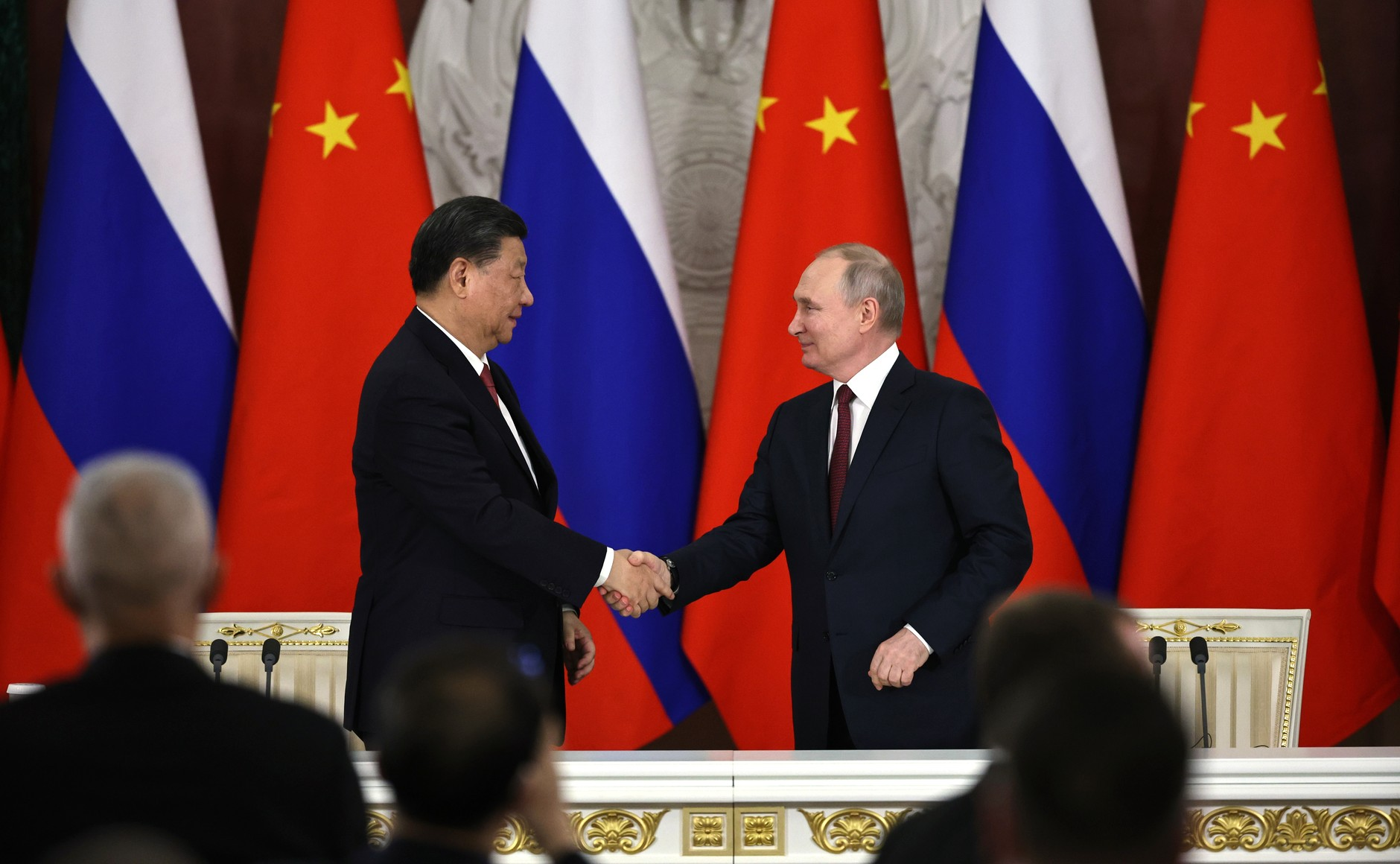
Tổng thống Putin và Chủ tịch Tập Cận Bình trong cuộc gặp năm 2023

Mối quan hệ giữa Trung Quốc và Nga có từ thế kỷ XVII, khi nhà Thanh cố gắng xua đuổi những người Nga định cư ra khỏi Mãn Châu, kết thúc bằng việc ký kết Hiệp ước Nerchinsk. Đế quốc Nga củng cố quyền kiểm soát của mình đối với Viễn Đông Nga vào thế kỷ 19, sau sáp nhập một phần Mãn Châu Trung Quốc (1858-1860). Học giả người Mỹ Joseph Nye tuyên bố: Với sự sụp đổ của Liên Xô, liên minh Mỹ-Trung trên thực tế đó đã chấm dứt và việc xích lại gần nhau giữa Trung Quốc và Nga bắt đầu. Năm 1992, hai nước tuyên bố theo đuổi "quan hệ đối tác mang tính xây dựng"; năm 1996, họ tiến tới "quan hệ đối tác chiến lược"; và năm 2001, họ đã ký hiệp ước "hữu nghị và hợp tác". Hai nước có chung đường biên giới trên đất liền được phân định năm 1991 và họ đã ký Hiệp ước láng giềng tốt và hợp tác hữu nghị vào năm 2001 sau đó được gia hạn vào tháng 6 năm 2021 thêm 5 năm nữa. Các nhà bình luận đã tranh luận liệu quan hệ đối tác chiến lược song phương này có phải là một liên minh hay không. Sau đó, Nga và Trung Quốc chính thức tuyên bố quan hệ giữa hai nước "Không phải là đồng minh, nhưng còn tốt hơn cả đồng minh".
Trong cuộc chiến tranh của Nga tại Ukraina, Trung Quốc đang chơi trò hai mặt khi họ từ chối lên án cuộc xâm lược Ukraina của Nga, nhắc lại những tuyên bố của Nga về cuộc chiến, phản đối các biện pháp trừng phạt kinh tế chống lại Nga và bỏ phiếu trắng hoặc đứng về phía Nga trong các cuộc bỏ phiếu của Liên hợp quốc về cuộc chiến ở Ukraina. nhưng Trung Quốc cũng có những toan tính xâu xa khi tận dụng Nga đang ngày càng suy yếu kiệt quệ trong cuộc chiến. Sau khi Nga xâm lược Ukraina, quan điểm của Trung Quốc là khá mập mờ có toan tính. Một mặt, Trung Quốc đổ lỗi cho phương Tây và Mỹ vì sự mở rộng NATO, điều mà Nga coi là lý do để bắt đầu chiến tranh. Mặt khác, Chính quyền Trung Quốc lại nhấn mạnh sự tôn trọng đối với sự toàn vẹn lãnh thổ của Ukraina. Trung Quốc đã không lên án cuộc xâm lược Ukraine của Nga và đã bỏ phiếu trắng trong các cuộc bỏ phiếu Liên hợp quốc về cuộc chiến ở Ukraina. Mặc dù Chính phủ Trung Quốc đã phản đối các biện pháp trừng phạt kinh tế chống lại Nga, trong khi đó thì các công ty của Trung Quốc phần lớn trên thực tế đã tuân thủ các lệnh cấm vận. Máy bay không người lái do các nhà sản xuất Trung Quốc sản xuất được cả hai bên sử dụng trong cuộc xung đột. Một số công ty Trung Quốc đang bị Mỹ trừng phạt vì là nguồn cung cấp linh kiện vũ khí và công nghệ lưỡng dụng xuất khẩu sang Nga. Vào tháng 5 năm 2023, Khối Liên Âu EU đã thảo luận về việc áp dụng các biện pháp trừng phạt đối với các công ty từ Trung Quốc và 5 quốc gia khác vì bán thiết bị có thể được Nga sử dụng trong vũ khí.
Vào tháng 5 năm 2022, Tổng thống Ukraine Volodymyr Zelenskyy nói rằng "Trung Quốc đã chọn chính sách tránh xa. Hiện tại, Ukraina hài lòng với chính sách này". Vào tháng 8 năm 2022, Tổng thống Zelenskyy tuyên bố rằng Trung Quốc có đòn bẩy kinh tế để gây áp lực buộc Putin phải chấm dứt chiến tranh sau khi Nga bị vắt kiệt trong cuộc chiến kéo dài này. Tổng thống Ukraine Volodymyr Zelenskyy nói rằng Trung Quốc có đòn bẩy kinh tế để gây áp lực buộc Putin chấm dứt chiến tranh, đồng thời nói thêm rằng "Tôi chắc chắn rằng nếu không có thị trường Trung Quốc đối với Liên bang Nga, Nga sẽ cảm thấy hoàn toàn bị cô lập về kinh tế. Đó là điều mà Trung Quốc có thể làm – hạn chế thương mại [với Nga] cho đến khi chiến tranh kết thúc". Trung Quốc đã cố gắng làm trung gian hòa giải giữa Nga và Ukraina nhưng vấp phải sự chỉ trích về đề xuất của Nga vì những đề xuất này. Sau sự kiến đối thoại Shangri-La năm 2023, Bộ trưởng Quốc phòng Ukraina ông Oleksii Reznikov nói rằng các kế hoạch hòa bình do các quốc gia khác như Trung Quốc đưa ra là nỗ lực hòa giải thay mặt cho Nga và rằng Ukraina sẵn sàng chấp nhận một trung gian hòa giải chỉ khi người Nga có thể bị khuất phục rằng họ phải rút khỏi tất cả lãnh thổ do Nga chiếm đóng của Ukraina. Giám đốc Hội đồng quan hệ đối ngoại châu Âu Mark Leonard đã tuyên bố rằng: "đối với Trung Quốc, cuộc chiến ở Ukraina đơn giản là không quan trọng đến thế", đồng thời ông cũng nói thêm rằng cuộc chiến được coi là "không phải như một cuộc chiến thảm khốc đang định hình lại trật tự toàn cầu, nhưng lại là một cuộc xung đột ủy nhiệm".